# Blues de Cris
«Blues de Cris» es una canción en ritmo de blues rock compuesta por el músico argentino Luis Alberto Spinetta e interpretada por la banda Pescado Rabioso, y que forma parte del álbum de estudio Desatormentándonos de 1972, primer álbum de la banda. En esta canción Pescado Rabioso formaba con Spinetta (voz y guitarra), Black Amaya (batería) y Osvaldo Frascino (bajo).
La canción está referida a la ruptura de la relación de Spinetta con Cristina Bustamente, su primera novia e inspiradora de la canción «Muchacha (Ojos de papel)».

## La canción

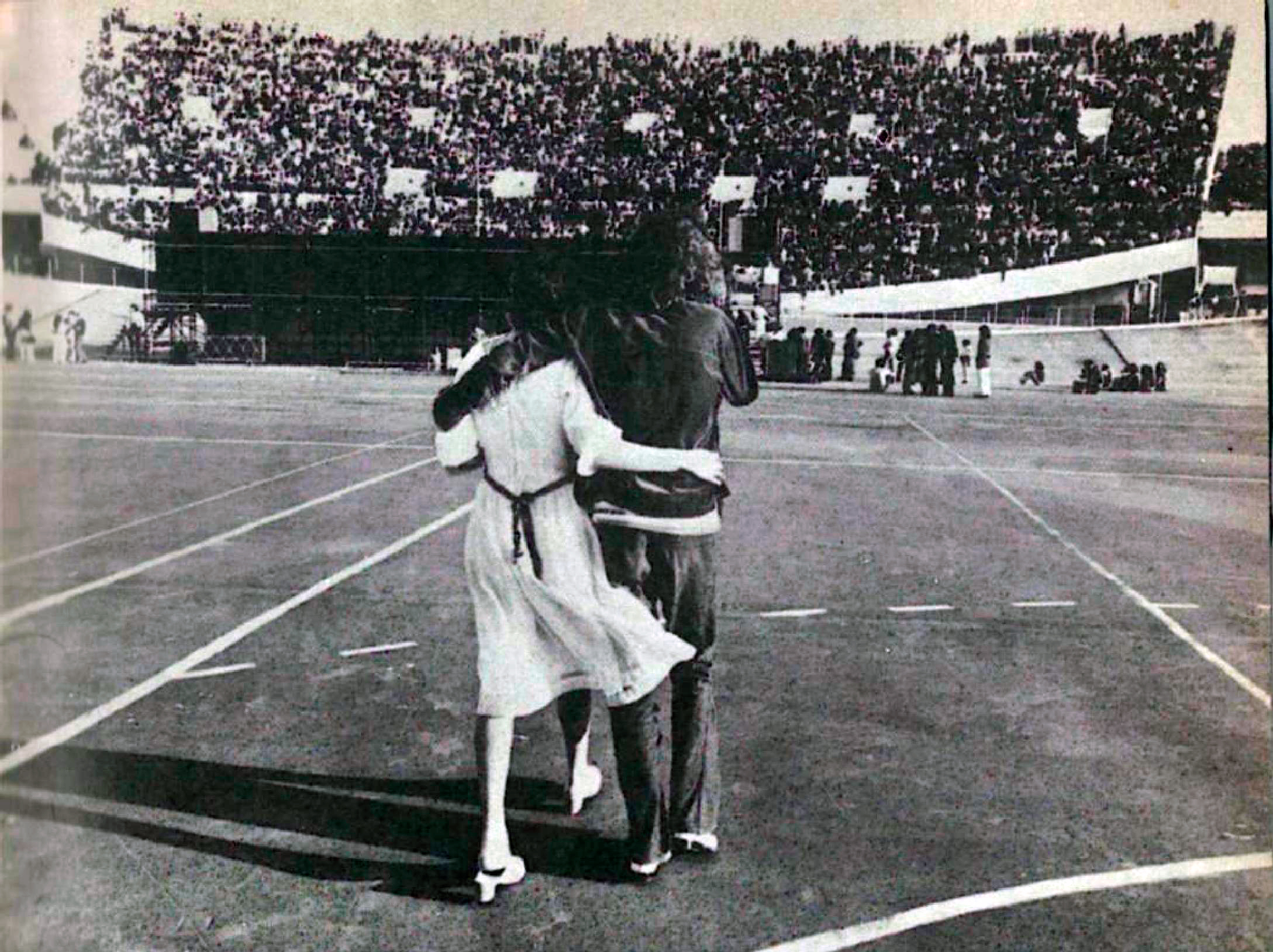
Foto de Spinetta abrazado con Cristina Bustamante, la «muchacha» de la famosa canción, durante un recital de Almendra, en 1970. Permanecieron juntos desde 1969 hasta 1972. Spinetta le escribiría también la canción «Para ir», incluida en el álbum Almendra II.

«Blues de Cris» es la primera canción del álbum. Cris es Cristina Bustamante, la primera novia de Spinetta y la primera persona con quien mantuvo relaciones sexuales, inspiradora de la famosa canción «Muchacha (Ojos de papel)», considerada como la segunda mejor canción del rock argentino, tanto en el ranking de la revista Rolling Stone y la cadena MTV como del reconocido sitio rock.com.ar (Las 100 de los 40). «Blues de Cris», un enérgico blues pesado interpretado con distorsión eléctrica, contrasta fuertemente con «Muchacha...», una balada romántica con influencias folklóricas, de sonido acústico.
Cristina Bustamante era una vecina de Emilio del Guercio, íntimo amigo de Spinetta, vecino y compañero en la banda Almendra. Luego de cuatro años de noviazgo en 1972 esa relación terminó en malos términos.
La letra de ambas canciones se encuentra en la referencia a los ojos. Mientras que «Muchacha (Ojos de papel)» se hizo famosa por la descripción de los ojos, como "ojos de papel", la letra de «Blues de Cris» dice:

Atado a mi destino,
sus ojos al final olvidaré.

Otro canción de Spinetta directamente relacionada con Cristina Bustamante es la canción «Para ir» interpretada por Almendra en Almendra II (1970), donde escribe: «Quiero que sepan hoy qué color es el que robé cuando dormías», en referencia al cierre de «Muchacha (Ojos de papel)», donde dice «cuando todo duerma te robaré un color».
Las canciones «Descalza camina» (Spinettalandia, 1971), «Despiértate nena» (Pescado 2, 1973), «Lo que nos ocupa es esa abuela, la conciencia que regula el mundo» (Invisible, 1974) y «Canción de Bajo Belgrano» (Bajo Belgrano, 1983), así como la contratapa de este último álbum, poseen referencias a Cristina Bustamante y la canción «Muchacha (Ojos de papel)».